# Peania
Peania (grec: Παιανία) és un municipi de l'Àtica i suburbi d'Atenes situat a l'est del mont Himet. El 2011 tenia 26.668 habitants. La població fou coneguda com a Liópesi fins al 1915.